# Stachyphrynium latifolium
Stachyphrynium latifolium là một loài thực vật có hoa trong họ Marantaceae. Loài này được (Blume) K.Schum. miêu tả khoa học đầu tiên năm 1902.